# 廖雲章
廖雲章是台灣的媒體工作者，基隆市七堵區人，畢業於世新大學新聞學系、世新大學社會發展研究所。曾任台灣立報記者、台灣立報副總編輯、世新大學兼任講師、天下雜誌「獨立評論＠天下」主編，現為「獨立評論＠天下」總監、大愛電視節目《人文講堂》主持人、國立政治大學傳播學院兼任講師、闖天下Podcast主持人、台北當代藝術館《非遊記》協同策展人。廖雲章與夫婿張正共同創辦《四方報》、外婆橋計畫、移民工文學獎、燦爛時光東南亞主題書店、F24地板圖書館。
2015年，發起「帶一本自己看不懂的書回台灣」運動。。
2018年，獲頒中華民國教育部「107年度教育部社會教育貢獻獎」。
2020年5月，因協助找到台灣高中女生許紫涵失聯十五年的印尼幫傭Dwi，進而串聯多家媒體與社運團體，發起尋找失去聯繫的第二位媽媽計畫。

2022年5月，擔任台北當代藝術館「非遊記」之協同策展人。
2024年10月，以天下雜誌「供應鏈的人權焦慮」專題報導獲得第八屆全球華文永續報導獎專業組平面類社會價值獎。

## 爭議
2013年發生廣大興28號事件，台灣立報旗下記者謊稱遇見對菲律賓移工不友善的台灣便當店老闆。該名記者一週後承認便當文為假造，由廖雲章出面代表報社舉行記者會。

## 著作
- 《流浪西貢一百天》（台北：二魚文化，2014）[14]

## 外部連結
- She Aspire公益特輯《廖雲章 陪移民工們走一段找回自我的路》

1. ↑  小世界. . 2000-01-01  [2000-01-01]. [永久]
2. ↑  闖天下. .   [2022-01-08]. （原始内容存档于2022-01-08）.
3. ↑  公益平台文化基金會. . 2013-10-01  [2013-10-01]. （原始内容存档于2017-04-17）.
4. ↑  Báo Phụ nữ(越南)婦女報. . 2019-05-12  [2019-05-12].
5. ↑  中時電子報. . 2014-09-27  [2014-09-27]. （原始内容存档于2018-09-13）.
6. ↑  端傳媒. . 2016-09-07  [2016-09-07]. （原始内容存档于2021-06-28）.
7. ↑  蔻蔻早餐. . 2016-11-14  [2016-11-14].
8. ↑  中央廣播電台. . 2018-12-06  [2018-12-06]. （原始内容存档于2019-09-25）.
9. ↑  中央通訊社. . 2020-05-15  [2020-05-16]. （原始内容存档于2022-02-24）.
10. ↑  天下獨立評論. . 2020-05-14  [2020-05-16]. （原始内容存档于2020-06-18）.
11. ↑  聯合報500輯，沈佩臻. . 2022-05-12  [2022-05-12]. （原始内容存档于2022-06-22）.
12. ↑  TVBS新聞網，米狄亞. . 2024-10-06  [2024-10-06]. 原始内容存档于2024-11-23.
13. ↑  . 自由時報電子報. 2013-05-22  [2013-05-22].
14. ↑  NPOst公益交流站. . 2014-12-08  [2014-12-08].